# راندي بلايث
راندي بلايث (بالإنجليزية: Randy Blythe)‏ هو سياسي ومنتج أسطوانات والمغني الرئيسي في فرقة لامب أوف غود وممثل أمريكي، ولد في 21 فبراير 1971 في ريتشموند في الولايات المتحدة.

## وصلات خارجية
- الموقع الرسمي
- راندي بلايث على موقع IMDb (الإنجليزية)
- راندي بلايث على موقع ميوزك برينز (الإنجليزية)
- راندي بلايث على موقع رولينغ ستون (الإنجليزية)
- راندي بلايث على موقع أول ميوزيك (الإنجليزية)
- راندي بلايث على موقع ديسكوغز (الإنجليزية)
- راندي بلايث على موقع قاعدة بيانات الفيلم (الإنجليزية)